# Platystele orectoglossa
Platystele orectoglossa är en orkidéart som beskrevs av Pedro Ortiz Valdivieso. Platystele orectoglossa ingår i släktet Platystele och familjen orkidéer. Inga underarter finns listade i Catalogue of Life.